# Huejotzingo
Huejotzingo är en kommunhuvudort i Mexiko.   Den ligger i kommunen Huejotzingo och delstaten Puebla, i den sydöstra delen av landet, 80 km öster om huvudstaden Mexico City. Huejotzingo ligger 2 277 meter över havet och antalet invånare är 21 763.
Terrängen runt Huejotzingo är platt åt nordost, men åt sydväst är den kuperad. Terrängen runt Huejotzingo sluttar österut. Runt Huejotzingo är det ganska tätbefolkat, med 108 invånare per kvadratkilometer. Närmaste större samhälle är San Martin Texmelucan de Labastida, 14,2 km norr om Huejotzingo. Omgivningarna runt Huejotzingo är en mosaik av jordbruksmark och naturlig växtlighet.